# ヨークマツザカヤ
ヨークマツザカヤ（York Matsuzakaya）は、株式会社イトーヨーカ堂が北海道札幌市中央区で運営していた百貨店。
札幌松坂屋を前身とし、のちにロビンソン百貨店の一員となった。

## 歴史

### 開業
札幌市の歓楽街であるすすきのの市街地再開発ビルに、工事を請け負った竹中工務店の誘致を受けて、同社と松坂屋が折半出資で1972年（昭和47年）1月11日に株式会社札幌松坂屋を設立。
1974年（昭和49年）6月8日に札幌松坂屋として百貨店を開業したのが始まりである。
歓楽街であるススキノ地区の入り口に当たる立地などが災いして業績が低迷したため、1978年（昭和53年）9月にイトーヨーカ堂と提携して再建を図ることになり、1979年（昭和54年）2月1日に閉店して札幌松坂屋としての営業を終了した。

### 業務提携
提携に併せて、社名から札幌を外して「株式会社ヨーク松坂屋」に変更、1979年（昭和54年）4月28日にはヨークマツザカヤと店名を変更して新装開店。
オイルショック前後のイトーヨーカ堂は地方都市にある地場企業との提携強化を推進しており、札幌松坂屋以外にも、同じ札幌市内にある山の手ストアー（現・北雄ラッキー）ほか、栃木県のアサヒ商事、新潟県の百貨店丸大（イトーヨーカドー丸大）、神奈川県のダイクマと相次いで業務提携を結んでいたが、それら企業に対して「（イトーヨーカ堂が）キバを剥いた」という世評があったという。
イトーヨーカ堂はほかにも、長野県のマツヤ（後のヨークマツヤ）や福島県の紅丸商事（現：ヨークベニマル）とも業務提携を結んでいた。
松坂屋の名称と百貨店向け商品の調達ルートを残しながら、GMS運営企業のイトーヨーカ堂が実質的な経営権を取得してコストダウンなどに取組み営業を存続させた。

### 松坂屋からの離脱
1994年（平成6年）3月、ロビンソン百貨店札幌店となって、松坂屋グループを離脱してIYグループの傘下に完全に移行、1995年（平成7年）3月1日付でロビンソン・ジャパンに営業権が譲渡された。
その後、バブル崩壊などで業績が再び低迷したため、大丸の札幌駅進出前年の2002年（平成14年）4月には地上3階以上の6フロアの売場を閉鎖して地下2階から地上2階までの4フロアに売場を縮小し、他のフロアを6月に専門店街ラフィラとする大規模な改装に踏み切ったが、業績が好転しなかったため、2009年（平成21年）1月18日に百貨店としての営業を終了し、35年の歴史に終止符を打った。

### 百貨店からの脱却
閉店後の店舗跡は2009年（平成21年）3月26日に上層階と一体的に専門店街ススキノラフィラとして開業し、食料品売り場を併設したイトーヨーカドーが地下1-2階部分に出店していた。
老朽化のため2020年5月17日の営業を最後に閉鎖された。
建物は取り壊され新ビルになり、2023年（令和5年）11月30日「COCONO SUSUKINO（ココノ ススキノ）」が開館。

### その後
ヨークマツザカヤ発行の商品券はヨークマツザカヤ消滅後もイトーヨーカドーなどのセブン&アイホールディングスグループ企業で引き続き取り扱っていた。
2024年3月31日をもって取り扱い終了。同年9月30日まで払い戻し手続きを行う事となった。

## 幻の春日部店
1983年（昭和58年）11月にはイトーヨーカ堂グループが三井不動産グループが開発を進めていた埼玉県春日部市のショッピングセンターの核店舗となる百貨店の出店を引き受けることになった際には当初はヨークマツザカヤが出店するとされたが、アメリカの西海岸を本拠地としていたJ. W. ロビンソンと提携して株式会社ロビンソン・ジャパンが設立したため、1985年（昭和60年）11月にロビンソン百貨店春日部店として開業した。

その後2013年（平成24年）3月1日に西武春日部店に名称変更したが、2016年（平成28年）2月29日をもって閉店している。